# Nascosto nel buio
Nascosto nel buio (Hide and Seek) è un film del 2005 diretto da John Polson.
Il titolo originale fa riferimento al gioco del nascondino (in inglese hide and seek), il preferito da Emily, la bambina protagonista interpretata da Dakota Fanning.

## Trama
Dopo l'improvviso suicidio della moglie Allison, lo psicologo David Callaway decide di trasferirsi da New York in un tranquillo paesino del nord, isolato dal resto della città, con lo scopo di dare tranquillità a sua figlia Emily, fortemente traumatizzata dalla morte della madre. Ben presto Emily, sempre più chiusa in se stessa, fa amicizia con "Charlie" e David crede che, per via del forte trauma che sta vivendo, si sia fatta un amico immaginario. In una stazione di servizio, l'uomo conosce e fa amicizia con Elisabeth, che li va a trovare l'indomani assieme a sua nipote Amy. Sfortunatamente, Emily si rifiuta di stringere amicizia con la bambina e la manda via, rovinando una bambola che le aveva portato per giocare.
La situazione peggiora ulteriormente quando "Charlie" accusa David della morte di sua moglie, attraverso una frase di Emily che David trova scritta nel bagno in seguito a un incubo confuso. L'uomo chiede a Katherine, una sua collega psicologa di cui sia lui che Emily sono amici, di venirlo a trovare sperando in un miglioramento per sua figlia. Emily, tuttavia, sembra non fare progressi, rifiutandosi di stringere rapporti di amicizia con altre persone e preferendo rinchiudersi nel suo mondo con "Charlie", con cui gioca spesso a nascondino. Katherine chiede a David di lasciarle portare Emily a New York, con lo scopo di visitarla e poterla aiutare meglio. David, che teme di perdere anche sua figlia, si prende ancora due settimane di tempo, dopodiché, senza aver ottenuto miglioramenti, acconsentirà al viaggio.
Nei giorni successivi, Elisabeth, che ha stretto nel contempo un legame sentimentale con David e a seguito di una litigata con Emily avvenuta qualche sera prima, le fa visita con l'intento di rappacificarsi con lei, nella speranza di costruire un rapporto civile. La trova da sola in camera, che sta giocando a nascondino con "Charlie". La donna si introduce nel gioco e, aprendo le ante dell'armadio, si spaventa alla vista di qualcuno o qualcosa al suo interno, per poi precipitare dalla finestra e morire schiantandosi a terra. La sera stessa, lo sceriffo, con cui David ed Emily hanno già avuto a che fare, gli chiede se sanno qualcosa sulla scomparsa di Elisabeth, ma non ottenendo risultati si allontana, rimanendo comunque nei dintorni. David intuisce che "Charlie" abbia costretto Emily a fargli da complice e, preoccupato per via di un'altra serie di eventi, ad esempio la morte del loro gatto dopo uno dei suoi consueti incubi, ritrova il cadavere di Elisabeth nella vasca da bagno.
Intenzionato a salvare sua figlia da quella che ormai sembra essere una persona reale e pericolosa, David si scontra con il suo vicino di casa, la cui perdita della figlia lo rende alquanto strano e misterioso, e da ciò scaturisce il successivo intervento dello sceriffo. Intanto, Emily contatta Katherine chiedendole aiuto. David, mentre abbraccia sua figlia sperando che l'incubo che stanno vivendo passi al più presto, nota che tutti i mobili che aveva già disposto in casa si trovano ancora dentro gli scatoloni. Scopre in questo modo la terribile realtà: "Charlie" non è che lui stesso. L'anno precedente, Allison aveva tradito David con un loro amico, inconsapevole di farlo sotto gli occhi del marito. Ciò gli aveva causato uno sdoppiamento di personalità, che quando sopravviene lo induce ad assumere l'identità di "Charlie". È stato David stesso ad assassinare sua moglie facendolo passare per un suicidio, aveva ucciso il suo gatto ed Elisabeth e, per via del terribile trauma, ha incubi ricorrenti.
Ormai completamente impazzito, David assume l'identità di  "Charlie" in via definitiva. Inizia a giocare a nascondino con la figlia, che si nasconde in casa sperando di non morire. Frattanto, lo sceriffo, chiamato dal vicino di casa di David che si era spaventato per averlo visto con un coltello in mano fuori dall'abitacolo, penetra dentro l'abitazione e viene ammazzato da David con una pala. Più tardi, anche Katherine raggiunge l'abitazione con l'intenzione di salvare Emily, ma viene tramortita da David e chiusa da quest'ultimo nello scantinato. In quel momento, Emily riesce a scappare e si nasconde all'interno di una grotta della foresta che circonda la casa, luogo dove è incappata per la prima volta in "Charlie". Quest'ultimo raggiunge la bambina, ma, quando sta per avvicinarsi a lei con l'intenzione di ucciderla, viene ammazzato con dei colpi di pistola da Katherine. La donna riesce così a trarre in salvo Emily.

### L'ospedale
Nel primo finale, Emily viene ricoverata nell'ospedale psichiatrico dove lavora Katherine. Nonostante i progressi della bambina, non appena Katherine esce dalla sua stanza riprende a giocare a nascondino, aprendo un mobile e rivelando la sua immagine riflessa in uno specchio, suggerendo che anche Emily possa avere uno sdoppiamento di personalità, e che presto anche lei diventerà come suo padre David per via del trauma vissuto.

### Il disegno
Nel secondo finale, Emily viene presa sotto custodia da Katherine, tornando a New York a vivere con lei. Quando le due escono di casa, Emily lascia un disegno sul tavolo della cucina che ritrae Katherine con due teste. Ciò sta ad indicare che Emily non sta guarendo come sembra, ma sta peggiorando lentamente e che ha uno sdoppiamento di personalità, per via del trauma che ha vissuto a causa della morte di entrambi i genitori, divenendo di fatto come suo padre.

## Produzione
Girato dal gennaio al marzo del 2004 con un budget di 25 milioni di dollari, ha incassato oltre 122 milioni di dollari (51 dal solo mercato statunitense). Le riprese si sono svolte tra New York e località circostanti degli Stati di New Jersey e New York.

## Distribuzione
Il film è uscito in anteprima nelle sale argentine il 27 febbraio 2005 e il giorno seguente negli Stati Uniti. Tra febbraio e aprile dello stesso anno è uscito in tutto il mondo; in Italia a partire dall'11 marzo.

### Edizione Home video
Nel DVD sono inclusi 4 finali alternativi.

## Accoglienza
Secondo l'aggregatore di recensioni Rotten Tomatoes, il film ha ottenuto un indice di apprezzamento del 13% e un voto di 3,85 su 10 sulla base di 158 recensioni. Secondo il commento riportato sul sito, la critica si è complimentata con la performance di De Niro e soprattutto con quella dell'allora bambina Fanning, ma ha giudicato in maniera estremamente negativa tutto il resto. Secondo Metacritic, il film ha ottenuto invece un voto di 35 su 100 sulla base di 34 recensioni.

## Riconoscimenti
- 2006 - MTV Movie Award
  - Performance più terrorizzante a Dakota Fanning